# Adolf Saile
Adolf Valentin Saile (* 10. Oktober 1905 in Stuttgart; † 1. September 1994 ebenda) war ein deutscher Glasmaler.

## Leben

### Herkunft
Adolf Saile wurde am 10. Oktober 1905 in Stuttgart geboren. Sein Vater war der Glasmaler und Kunstglaser Wilhelm Saile (1875–1960), der von 1904 an mit Lydia Maria Schaefer aus Korb († 1961) verheiratet war. Wilhelm Saile war zusammen mit seinem Bruder Adolf Saile sen. (1879–1964) Inhaber der von ihrem Vater Valentin Saile (1841–1924) im Jahr 1868 gegründeten „Kunstglaserei und Glasmalerei Saile“ in Stuttgart. In dieser renommierten, heute noch bestehenden Werkstatt wurde z. B. auch der Glasmaler Rudolf Yelin ausgebildet.

### Beruf

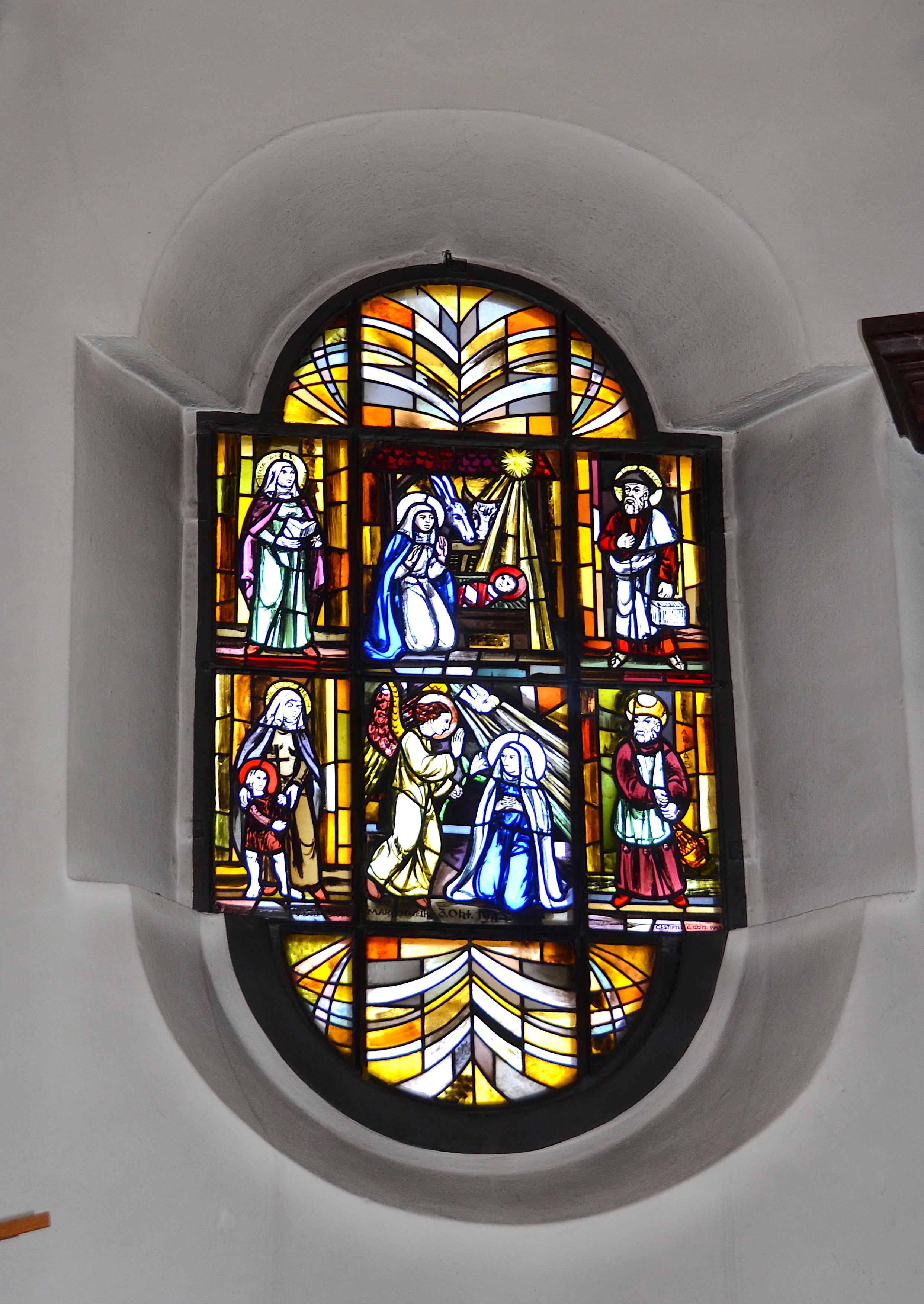
„Marienfenster“ von Adolf Saile in der Katholischen Pfarrkirche St. Johannes Baptista in Lautlingen

Adolf Saile legte 1924 das Abitur ab und studierte dann zwei Jahre an der Technischen Hochschule in Stuttgart Architektur. Anschließend ließ er sich als Glasmaler ausbilden und besuchte außerdem die Stuttgarter Kunstakademie unter den Lehrern Arnold Waldschmidt, Robert Breyer und Heinrich Altherr.
In den 1930er Jahren begann die künstlerische Zusammenarbeit mit Rudolf Yelin dem Jüngeren. 1934 entwarf er für das Münster St. Paul in Esslingen am Neckar seine ersten Kirchenfenster. 1935 legte er die Glasmalermeisterprüfung ab.
Anschließend trat er in die väterliche Werkstatt ein, wo er als Glasmaler und Kunstglaser wirkte und ein umfangreiches Werk schuf. Dabei lernte er zahlreiche bekannte Künstler kennen, die die Dienste der Werkstatt in Anspruch nahmen, unter anderem Adolf Hölzel, Ida Kerkovius, Rudolf Yelin Vater und Sohn, Walter Kohler, Wolf-Dieter Kohler und Hans Gottfried von Stockhausen.
Nach der Rückkehr aus dem Zweiten Weltkrieg richtete Saile 1946 an der Staatlichen Akademie für Bildende Künste in Stuttgart am Lehrstuhl für Glasmalerei und Mosaik unter Professor Rudolf Yelin dem Jüngeren die Glasmalerwerkstatt ein, die er bis 1965 leitete. 1958 übergaben die Brüder Wilhelm und Adolf Saile sen. ihre Geschäftsanteile an Adolf Saile jun. und Wilhelms Schwiegersohn Werner Krahn.

### Familie
1940 heiratete Saile in erster Ehe Martha John (1915–2013) aus Stuttgart-Feuerbach. Aus dieser Ehe gingen der Glasmalermeister und Restaurator Valentin Saile und die Glasmalerin Anna Dorothea Kunz-Saile (* 1941) hervor. Die beiden führten ab 1977 das väterliche Geschäft weiter, das heute als „V. Saile Atelier für Glasgestaltung“ in der Moserstraße 5 in Stuttgart firmiert. Martha Saile (auch Agathe Saile) war „die Frau, die heute die schönsten Springerle in Stuttgart backt und an Weihnachten 1965 eine kleine, reizende Ausstellung von solchen zeigen konnte. Ihr Mann und ihre Tochter Anne-Dore haben ihre Springerle so hübsch bemalt, daß sie dann auch eine rechte Augenweide waren.“ mit Martha Saile veröffentlichte er 1988 die Monographie Mode auf Modeln: 400 Jahre Modegeschichte veröffentlichte.

## Werke (Auswahl)
Werkverzeichnis bis 1985: #Saile 1985.2
| Sortierung |
| - Eine Spalte sortieren: das Symbol im Spaltenkopf anklicken. - Nach einer weiteren Spalte sortieren: Umschalttaste gedrückt halten und das Symbol anklicken. |

| Jahr  | Ort                 | Werk |
| ----- | ------------------- | --- |
| 1934  | Esslingen am Neckar | Münster St. Paul, Fenster des östlichen Seitenschiffs |
| 1930+ | Lautlingen          | St. Johannes Baptista, „Johannesfenster“ |
| 1948  | Lautlingen          | St. Johannes Baptista, „Marienfenster“ |
| 1950+ | Weil der Stadt      | Brenzkirche |
| 1956  | Baiereck            | Dorfkirche, Glasfenster Passion und Auferstehung Christi |
| 1957  | Diegelsberg         | Pauluskirche, Chorfenster Majestas Domini/Weltgericht und Paulus-Sgraffito am Turm |
| 1958  | Stuttgart           | Erlöserkirche, Taufnische, Glasmosaik „Arche Noah“ |
| 1958  | Stuttgart           | Stiftskirche Stuttgart, rechtes Chorfenster „Offenbarungsfenster“, 3 „Prophetenfenster“                                                                                               |
| 1959  | Zaberfeld           | Mauritiuskirche, 3 Glasfenster |
| 1960+ | Amstetten           | Friedenskirche, 7 Glasfenster |
| 1960  | Stuttgart           | Matthäuskirche, 3 Chorfenster: „Weihnachtsfenster“, „Osterfenster“, „Pfingstfenster“                                                                                                  |
| 1961  | Schorndorf          | Evangelische Stadtkirche, 4 Fenster in der Taufkapelle zur Wiedergeburt der Christen aus Wasser und Geist und Durchzug durch das Schilfmeer                                           |
| 1962  | Bönnigheim          | Stadtkirche St. Cyriakus, zwei Glasfenster |
| 1964  | Gingen an der Fils  | Johanneskirche, Chorfenster |
| 1967  | Weil im Schönbuch   | Martinskirche |
| 1972  | Bräunisheim         | St. Peter |
| 1974  | Gruibingen          | Martinskirche, Chorfenster |
| 1974  | Untereisesheim      | Kunibertkirche, „Passionsfenster“ im Chor. Das Fenster wurde 2017 stilgetreu von seiner Tochter Anna Dorothea Kunz-Saile um die Jubiläumsfenster „Schöpfung“ und „Pfingsten“ ergänzt. |
| 1977  | Obereisesheim       | Mauritiuskirche, mittleres Chorfenster |
| 1980  | Roßwälden           | Benediktskirche, 3 Chorfenster |
| 1983  | Stuttgart           | Leonhardskirche, Rose der Westfassade mit der Schöpfungsgeschichte |

## Veröffentlichungen
- Adolf V. Saile: Städtische Galerie Filderstadt, Kleines Kunst-Kabinett Bernhausen; vom 13.10.1985– 6.11.1985. Herausgegeben von der Städtischen Galerie Filderstadt. Bearbeitet von Ehrenfried Kluckert und Axel Zimmermann. Städt. Galerie, Filderstadt 1985. Teil 1: Zeichnungen, Entwürfe, Glasfenster.
- Adolf V. Saile: Städtische Galerie Filderstadt, Kleines Kunst-Kabinett Bernhausen; vom 13.10.1985– 6.11.1985. Herausgegeben von der Städtischen Galerie Filderstadt. Bearbeitet von Ehrenfried Kluckert und Axel Zimmermann. Städt. Galerie, Filderstadt 1985. Teil 2: Werkverzeichnis.
- Agathe Saile; Adolf Saile: Mode auf Modeln: 400 Jahre Modegeschichte. Schöner, Königsbach-Stein 1988.
- Adolf V. Saile: Die Chorfenster der Evangelischen Benediktskirche Roßwälden. Scheufele, Roßwälden-Weiler 2004.